# Сафин, Марат Мубинович
Мара́т Муби́нович Са́фин (род. 27 января 1980, Москва) — российский теннисист, заслуженный мастер спорта России, бывшая первая ракетка мира в одиночном разряде. Победитель двух турниров Большого шлема в одиночном разряде (Открытый чемпионат США-2000, Открытый чемпионат Австралии-2005), двукратный обладатель Кубка Дэвиса (2002, 2006) в составе национальной сборной России, победитель 17 турниров ATP (из них 15 — в одиночном разряде). Член Международного зала теннисной славы с 2016 года.
После окончания карьеры — депутат Государственной думы Российской Федерации VI и VII созывов (2011—2017), в которой занимал должность заместителя председателя Комитета Государственной думы по делам общественных объединений и религиозных организаций. Кавалер ордена Почёта.

## Биография
Марат Сафин родился в Москве, в семье выходцев из Нижегородской области. Отец Мубин Алямшеевич Сафин родом из татарского села Трехозерки Краснооктябрьского района Нижегородской области, мать Рауза Исланова из татарского села Рыбушкино Краснооктябрьского района Нижегородской области.
Отец занимал административную должность в структуре спортивного общества «Спартак». Мать была одной из ведущих теннисисток СССР на рубеже 1960—1970-х годов, а впоследствии ведущим российским теннисным тренером.
Младшая сестра Динара также профессиональная теннисистка, экс-первая ракетка мира в женском одиночном разряде. Это единственные в истории родные брат и сестра, становившиеся первыми ракетками мира. До февраля 2022 года, когда мировой рейтинг возглавил другой россиянин, Даниил Медведев, Сафин был самым высоким игроком в истории, кто становился первой ракеткой мира.
По национальности татарин.
Помимо русского языка, владеет испанским и английским языками, немного знает итальянский и татарский.
Сафин не был женат, однако периодически попадал на страницы профильных СМИ из-за своих близких отношений с рядом звёзд кино, театра и шоу-бизнеса.

## Стиль игры
Играл правой рукой с эффектным и эффективным двуручным бэкхендом, который часто выполнял в прыжке. Был одним из самых физически мощных и универсальных теннисистов своего поколения; обладая высоким ростом, он умудрялся сочетать в своей игре вполне типичную для игрока таких габаритов мощную подачу и удары с отскока с ловкостью и быстротой перемещения по корту. Универсальность Сафина подтверждает и факт, что россиянин играл финалы на всех покрытиях, а на всех четырёх турнирах Большого шлема играл как минимум в полуфинале. Борис Беккер и Пит Сампрас говорили, что уже очень давно не видели игрока, который справа и слева бъет практически одинаково хорошо. На протяжении практически всей карьеры не любил травяное покрытие — Сафина раздражал неровный и мало прогнозируемый отскок мяча на этом покрытии, а также собственная, не особенно уверенная, игра с лёта, хотя обычно высокие игроки с похожим стилем игры травяное покрытие любят. Особенности игрового стиля: мощная игра на задней линии в сочетании с хорошей игрой по всему корту. Сильными сторонами были очень мощные и точные удары при подаче и с отскока, а также бекхэнд, при котором Сафин играл надёжно и мог завершить розыгрыш ударом в острый угол. Тяжёлая травма колена в 2005 году значительно повлияла в худшую сторону на его скорость. Огрехи в игре у сетки в большей степени были следствием заточенности в юниорский период на игру на задней линии на грунтовых кортах из-за тренировок в испанских академиях. В то же время обычно он делал большое количество невынужденных ошибок, больше, чем другие сильнейшие теннисисты его времени. В игре Сафина не хватало психологической устойчивости, хладнокровия, поэтому Сафин нередко терял концентрацию во время матчей, давал волю эмоциям, в результате чего он часто ломал ракетки и терял преимущество в играх, где его лидерство заключалось не только в счёте, но и в развитии розыгрышей.

### Начало карьеры
Заниматься теннисом начал с шести лет на теннисной базе «Спартак — Ширяево Поле», которой руководил его отец. До 13 лет его тренером была мать. В 10 лет пытался поступить в теннисную академию Ника Боллетьери, однако не прошёл отбор. Через четыре года мать устроила сына в Академию Панчо Альварина в Валенсии. Там Сафин учился в течение четырёх лет под руководством Рафаэля Менсуа.
Начал профессиональную карьеру в 1997 году. В сентябре выиграл первый турнир-челленджер в португальском Эшпинью. В октябре впервые выступил на турнире ATP-тура — Кубке Кремля в Москве — в первом же матче проиграл датчанину Кеннету Карлсену 5:7, 7:6(4), 6:7(4). Весной 1998 года 18-летний Сафин дебютировал в Кубке Дэвиса против сборной США — сыграл три матча против именитых соперников и уступил Андре Агасси 3:6, 3:6, 3:6, затем в паре с Кафельниковым в четырёх партиях проиграл Тодду Мартину и Ричи Ренебергу. Кафельников выиграл оба своих одиночных матча, так что противостояние Сафина и Курье стало решающим. Первый сет Сафин взял под ноль, во втором повёл в счёте — 4:1, но в итоге уступил в упорном пятисетовом матче 6:0, 4:6, 6:4, 1:6, 4:6.
Летом Сафин на Открытом чемпионате Франции, пройдя квалификацию, последовательно победил Агасси и действующего чемпиона бразильца Густаво Куэртена и стал первым игроком за всю историю турниров «Большого шлема», которому удалось пробиться через квалификацию и победить действующего чемпиона. В четвёртом раунде проиграл в пяти сетах французу Седрику Пьолину 5:7, 6:4, 7:6(5), 4:6, 4:6. Этим выступлением Сафин обратил на себя внимание теннисной общественности и впервые вошёл в топ-100 мирового рейтинга.
На Уимблдоне в первом раунде проиграл украинцу Андрею Медведеву 3:6, 4:6, 6:3, 4:6. После этого Сафин играл неудачно до конца августа, когда на турнире в Лонг-Айленде попал в полуфинал. На Открытом чемпионате США дошёл до четвёртого раунда, в третьем круге обыграв экс-первую ракетку мира австрийца Томаса Мустера 6:4, 6:4, 1:6, 6:3. Проиграл американцу Питу Сампрасу, первой ракетке мира 4:6, 3:6, 2:6.
На турнире в Ташкенте Сафин вышел в четвертьфинал, где опять в равной битве не совладал с Пьолином. В сентябре выиграл свой первый матч в рамках Кубка Дэвиса — против японца Такао Судзуки в рамках плей-офф. Hа турнире в Остраве в первом раунде победил ещё одного игрока мировой элиты, хозяина кортов Петра Корду — 6:4, 6:2, но в следующей игре проиграл шведу Никласу Культи 6:7(4), 6:7(1). По окончании сезона получил награду ATP как новичок года.

### 1999. Прорыв в топ-30 и первый титул ATP
В 1999 году Сафин впервые участвовал на Открытом чемпионате Австралии. Во втором раунде он вновь обыграл Густаво Куэртена — 6:3, 5:7, 4:6, 6:3, 6:4. В третьем раунде Сафин уступил словаку Каролю Кучере 2:6, 3:6, 2:6. По ходу зимних турниров в зале Сафин вышел в полуфинал в Санкт-Петербурге и Роттердаме, а также отметился победами над сильными игроками — Алексом Корретхой, Томасом Энквистом. Весной на турнире серии Мастерс в Майами россиянин победил Бориса Беккера, проводившего последний сезон, 7:5, 6:0 и молодого и мощного австралийца Марка Филиппуссиса 7:6(4), 7:6(3), но в третьем раунде проиграл — голландцу Рихарду Крайчеку 3:6, 1:6, который и стал чемпионом турнира. Плохо отыграв весной на грунте (на грунтовом Мастерсе в Риме Сафин во втором раунде впервые за карьеру играл с Евгением Кафельниковым и проиграл 1:6, 2:6), тем не менее снова вышел в четвёртый раунд на Открытом чемпионате Франции, где уступил словаку Доминику Хрбаты 4:6, 6:3, 6:7(5), 3:6.
На Уимблдоне Сафин не сыграл из-за травмы локтевого сустава. Возвращение на корт состоялось в июле в матче со сборной Словакии в рамках Кубка Дэвиса, где Сафин выиграл обе игры в одиночном разряде, выведя Россию в полуфинал. В августе вышел в полуфинал турнира в Амстердаме. Свой первый титул ATP Сафин выиграл в возрасте 19 лет и 7 месяцев в Бостоне (разминочном турнире перед Открытым чемпионатом США, в августе), в финале переиграв англичанина Грега Руседски 6:4, 7:6(11), став самым молодым российским победителем за всю историю турниров АТР.
На Открытом чемпионате США в первом круге Сафин должен был играть с первой ракеткой мира Сампрасом, но тот снялся с турнира из-за травмы спины. Во втором раунде Сафин уступил чеху Иржи Новаку. На турнире в Ташкенте Сафин так е доиграл матч первого круга, чтобы не рисковать здоровьем в преддверии полуфинала Кубка Дэвиса против Австралии. Но в конце сентября в полуфинале Сафина сначала обыграл 18-летний Ллейтон Хьюитт 6:7(0), 2:6, 6:4, 3:6, а потом в ничего не решающем матче Сафин уступил Уэйну Артурсу 3:6, 2:6. Сыграв после этого несколько турниров в помещении неудачно, в ноябре Сафин впервые играл в финале Мастерса в Париже, где в четырёх сетах уступил первой ракетке мира Андре Агасси 6:7(1), 2:6, 6:4, 4:6. Закончил сезон на 23-м месте в рейтинге.

### 2000. Победа в США и звание первого в мире
Лучший сезон своей карьеры Марат начал очень плохо — он вылетел пять раз подряд в первом раунде (в том числе на Открытом чемпионате Австралии, где, проиграв в довольно скандальном матче первого круга с южноафриканцем Грантом Стаффордом 6:7(4), 4:6, 1:6, был оштрафован на 2000 долларов за нежелание бороться). В начале марта вышел в полуфинал турнира в Копенгагене, но там проиграл будущему чемпиону, молодому (на год моложе себя) шведу Андреасу Винчигуэрре. Ему же Марат уступил и в первом круге турнира серии Мастерс в Майами. За три месяца Сафин выиграл всего пять матчей, включая один на Кубке Дэвиса против сборной Бельгии.

Перелом произошел весной. Если на турнире Мастерса в Монте-Карло россиянин снова проиграл в первом круге, то через неделю на турнире в Барселоне Сафин обыграл двух теннисистов из топ-10 Николоса Лапентти и Магнуса Нормана и вышел в финал, где обыграл недавно победившего его на Кубке Дэвиса Хуана Карлоса Ферреро 6:3, 6:3, 6:4. На следующей неделе выиграл титул на Мальорке, завоевав второй титул подряд. Но эти два титула на грунте так и остались единственными грунтовыми титулами за карьеру Сафина. В мае на Мастерсе в Гамбурге вышел в финал, где, проведя на корте почти пять часов, проиграл Куэртену на тай-брейке решающей партии — 4:6, 7:5, 4:6, 7:5, 6:7(3).
На Открытом чемпионате Франции Сафин впервые вышел в четвертьфинал, где во второй раз не смог одолеть Магнуса Нормана — 4:6, 3:6, 6:4, 5:7. Благодаря этому Сафин впервые в рейтинге поднялся в топ-10. После неудачного выступления на Уимблдонском турнире, где он во втором круге уступил чеху Мартину Дамму, летом на американском харде Сафин в начале августа в четвертьфинале в Торонто победил Пита Сампраса 6:4, 3:6, 7:6(10) и в итоге впервые выиграл турнир серии Мастерс, в финале легко победив теннисиста из Израиля Харела Леви 6:2, 6:3. На следующем турнире серии Мастерс в Цинциннати Сафин в третьем раунде уступил французу Фабрису Санторо 1:6, 6:7(3), а незадолго перед Открытым чемпионатом США принял участие на турнире в Индианаполисе, где в финале снова уступил Густаво Куэртену 6:3, 6:7(2), 6:7(2).
На Открытом чемпионате США Сафин, весьма тяжело пройдя первые раунды турнира, разыгрался, и, выйдя на полуфинальный матч с прошлогодним финалистом — американским ветераном Тоддом Мартином, одержал победу в трёх сетах. В финале Сафин обыграл Сампраса, ни разу за матч не отдав гейм на своей подаче (единственные два брейк-пойнта отыграв как раз в последнем гейме, подавая на матч) — 6:4, 6:3, 6:3. Сафин не только переигрывал соперника на задней линии, но и имел превосходство в подаче (на 12 эйсов у Сафина пришлись всего две двойные ошибки, в то время как аналогичные показатели Сампраса — 8 и 4). Таким образом, Марат Сафин завоевал первый для себя титул на турнирах серии Большого шлема, став вторым россиянином, которому покорилось это достижение.
| Стадия  | Соперник (посев)         | Рейтинг | Счёт                          | Время матча |
| 1 раунд | Тьерри Гардиола          | 141     | 7:5, 6:7(5), 6:4, 6:4         | 2 ч 49 мин  |
| 2 раунд | Джанлука Поцци           | 49      | 6:3, 3:6, 6:3, 3:6, 6:4       | 3 ч 8 мин   |
| 3 раунд | Себастьян Грожан         | 28      | 6:4, 7:6(3), 1:6, 3:6, 7:6(5) | 3 ч 25 мин  |
| 4 круг  | Хуан Карлос Ферреро (12) | 12      | 6:1, 6:2, 6:2                 | 1 ч 23 мин  |
| 1/4     | Николас Кифер (14)       | 14      | 7:5, 4:6, 7:6(5), 6:3         | 3 ч 4 мин   |
| 1/2     | Тодд Мартин              | 32      | 6:3, 7:6(4), 7:6(1)           | 2 ч 17 мин  |
| Финал   | Пит Сампрас (4)          | 4       | 6:4, 6:3, 6:3                 | 1 ч 38 мин  |

В Ташкенте Сафин тоже выиграл титул, в финале одолев итальянца Давиде Сангвинетти 6:3, 6:4. Выиграв 5-й титул в году, Сафин впервые возглавил чемпионскую гонку. На Олимпийских играх Сафину достался один из самых неудобных для него соперников — француз Фабрис Санторо, и Сафин уступил 6:1, 1:6, 4:6. В октябре на Кубке Кремля Сафин дошёл до полуфинала, но единственный раз за карьеру проиграл немцу Давиду Приносилу в трёх сетах. На другом российском турнире в Санкт-Петербурге Сафин завоевал 6-й титул в этом году и 7-й за карьеру (в финале он одолел словака Доминика Хрбаты — 2:6, 6:4, 6:4). Это позволило Сафину впервые возглавить рейтинг ATP, став самой молодой первой ракеткой в истории тенниса (уже в следующем году этот титул отнял австралиец Ллейтон Хьюитт). Он стал вторым россиянином после Евгения Кафельникова, кому покорилось это достижение.
Сафин за 3 недели до окончания сезона во второй раз вышел на первое место по очкам в чемпионской гонке. Своего ближайшего преследователя бразильца Густаво Куэртена он опережал на 20 очков. Перед итоговым турниром года в Лиссабоне на Мастерсе в «Берси» в Париже Сафин второй год подряд пробился в финал в Париже, в полуфинале за 52 минуты разгромив испанца Хуана Карлоса Ферреро — 6:2, 6:2. В финале победил австралийца Марка Филиппуссиса 3:6, 7:6(7), 6:4, 3:6, 7:6(8). Таким образом, на Итоговый турнир года Сафин отправился в статусе первой ракетки мира с небольшим отрывом от Куэртена.
На дебютном для себя Итоговом турнире в Лиссабоне Сафин на групповом этапе победил испанца Алекса Корретху 6:7(6), 7:5, 6:3 и Ллейтона Хьюитта — 6:4, 6:4, но проиграл Питу Сампрасу 3:6, 2:6. Сафин вышел в полуфинал, где его соперником стал Андре Агасси. Для того чтобы обеспечить себе звание первой ракетки мира по итогам года, Сафину достаточно было обыграть американца. Но он уступил 3:6, 3:6. Сопернику Сафина за звание первой ракетки мира Густаво Куэртену теперь необходимо было выиграть турнир, и он переиграл Агасси со счетом 6-4, 6-4, 6-4. Это был первый в истории случай, когда судьба первого места в рейтинге решалась в последнем матче сезона — в случае проигрыша Куэртена первенство оставалось бы за Маратом. В следующий раз судьба первого места решалась в последнем матче сезона через шестнадцать лет, когда в финале 2016 года британец Энди Маррей победил серба Новака Джоковича.
Сафин завоевал в сезоне 7 титулов, стал на несколько недель первой ракеткой мира. Соотношение побед и поражений у Сафина в этом году — 73-27. Он выполнил 921 эйс, что было лучшим показателем среди всех теннисистов в 2000 году — и всё это в 20 лет.

### 2001. Спад после успехов
В 2001 году Сафин ещё дважды (на 4 и 3 недели) возглавлял рейтинг ATP, доведя свой общий счёт до 9 недель на вершине. На Открытом чемпионате Австралии он в четвёртом раунде проиграл Доминику Хрбаты 2:6, 6:7(6), 4:6. После Австралии Сафин вернул себе лидерство в рейтинге на несколько недель, но играл неудачно — вышел в четвертьфинал в Милане, где проиграл Грегу Руседски, а в Роттердаме в первом же раунде уступил Максиму Мирному. В начале марта в Дубае дошёл до финала, но в полуфинале турнира против шведа Томаса Юханссона повредил спину и, хотя и победил, финал против Хуана Карлоса Ферреро он не доиграл, а потом из-за последствий травмы долго не мог играть в полную силу. В мае на неофициальном Командном кубке мира в составе сборной России смог дойти до финала. На Открытом чемпионате Франции в третьем раунде ему достался неудобный для него француз Санторо, и Сафин в итоге проиграл 4:6, 4:6, 6:4, 6:0, 1:6. Летом впервые в карьере Сафин вышел в четвертьфинал Уимблдонского турнира, где в четырёх сетах уступил будущему чемпиону хорвату Горану Иванишевичу 6:7(2), 5:7, 6:3, 6:7(3).
Затем Сафин играл неудачно. Однако в парном разряде на турнире в Гштааде в начале июля завоевал свой первый титул в карьере в паре с начинавшим карьеру Роджером Федерером. В одиночном разряде Сафин проиграл уже в первом круге, затем на турнире в Лос-Анджелесе проиграл во втором раунде. На турнире серии Мастерс в Канаде россиянин проиграл в первом же раунде, не защитив свой прошлогодний титул, в первом же раунде он проиграл и в Цинциннати. И только в августе пробился в полуфинал турнира в Индианаполисе, где единственный раз в карьере сыграл с австралийцем Патриком Рафтером, и проиграл в равной игре со счётом 3:6, 7:5, 6:7(7). Затем Сафин защищал свой прошлогодний титул на Открытом чемпионате США. Дойдя до полуфинала, он уступил прошлогоднему сопернику по финалу Питу Сампрасу 3:6, 6:7(5), 3:6. Защитить титулы Сафину удалось на турнирах в Ташкенте, где в финале легко одолел Евгения Кафельникова 6:2, 6:2, и в Санкт-Петербурге, где он поочерёдно победил Иванишевича, Кафельникова и в финале — немца Райнер Шуттлера. В парном разряде Сафин вместе с грузином Ираклием Лабадзе тоже пробились в финал турнира, но проиграли. Сафин не смог защитить свой прошлогодний титул на Мастерсе в Париже, в третьем раунде уступив шведу Андреасу Винчигуэрре 4:6, 4:6. В итоге россиянин не попал в восьмёрку лучших и сезон закончил на 11 месте в рейтинге ATP.

### 2002. Первый финал в Австралии и победа в кубке Дэвиса
Сезон 2002 года Сафин начал попаданием в финал Открытого чемпионата Австралии, по пути к этому финалу одолев соотечественника Михаила Южного и двух игроков мировой элиты — Пита Сампраса и Томми Хааса. Но стать двукратным чемпионом турниров «Большого шлема» ему не удалось — в финале, фаворитом которого он считался, Сафин потерпел поражение от шведского теннисиста Томаса Юханссона 6:3, 4:6, 4:6, 6:7(4). Решающий матч проходил в день 22-летия российского теннисиста. В послематчевом интервью россиянин сослался на нервное истощение, которое стало причиной его неудачи.
| Стадия  | Соперник (посев)    | Рейтинг | Счёт                          | Время матча |
| 1 раунд | Антони Дюпуи        | 86      | 7:5, 6:4, 6:2                 | 1 ч 52 мин  |
| 2 раунд | Кристоф Рохус       | 73      | 6:2, 7:6(6), 6:1              | 1 ч 52 мин  |
| 3 раунд | Михаил Южный        | 58      | 6:4, 6:4, 6:4                 | 1 ч 45 мин  |
| 4 раунд | Пит Сампрас (8)     | 10      | 6:2, 6:4, 6:7(5), 7:6(8)      | 3 ч 33 мин  |
| 1/4     | Уэйн Феррейра       | 59      | 5:2, отказ                    | 28 мин      |
| 1/2     | Томми Хаас (7)      | 9       | 6:7(5), 7:6(4), 3:6, 6:0, 6:2 | 3 ч 40 мин  |
| Финал   | Томас Юханссон (16) | 18      | 6:3, 4:6, 4:6, 6:7(4)         | 2 ч 53 мин  |

Весной Сафин впервые дошёл до четвертьфинала Мастерса в Майами. На грунте выступал удачно, но без завоёванных титулов — на турнире в Эшториле в четвертьфинале он проиграл финну Яркко Ниеминену, в четвертьфинале Мастерса в Монте-Карло — испанцу Карлосу Мойе. На Мастерсе в Гамбурге обыграл итальянца Давиде Сангвинетти, испанца Альберто Мартина, аргентинца Хуана Игнасио Челу, Ллейтона Хьюитта (№ 1 в мире) и в полуфинале — испанца Томми Робредо, но в финале усиупил швейцарцу Роджеру Федереру — 1:6, 3:6, 4:6. Для Федерера это был первый выигранный турнир серии Мастерс. На командном кубке мира второй год подряд Сафин довёл команду России до финала. В решающем матче из-за небольшой травмы, чтоб не рисковать перед Открытым чемпионатом Франции, сняляс в середине матча с Хосе Акасусо, таким образом, дав победить сборной Аргентины.
На Открытом чемпионате Франции Сафин впервые дошёл до полуфинала, но там проиграл Хуану Карлосу Ферреро 3:6, 2:6, 4:6. На Уимблдонском турнире в первом раунде разгромил бывшего финалиста турнира Седрика Пьолина, но во втором раунде Сафин, будучи № 2 в мире, сенсационно проиграл № 64 бельгийцу Оливье Рохусу 2:6, 4:6, 6:3, 6:7(1). Летом на Мастерсе в Торонто дошёл до четвертьфинала, а в Цинциннати проиграл в первом же раунде Грегу Руседски. На Открытом чемпионате США Сафин в первом раунде в тяжёлом пятисетовом матче обыграл немца Николаса Кифера, но во втором круге в трёх сетах проиграл Густаво Куэртену — 4:6, 4:6, 5:7. Таким образом, Сафин потерял даже теоретические шансы стать первой ракеткой мира по итогам года. Не защитил свой титул в Ташкенте, в четвертьфинале уступив тайцу Парадорну Шричапхану — 3:6, 6:7(5). В сентябре Сафин помог сборной России одолеть сборную Аргентины — 3-2 — и попасть в финал Кубка Дэвиса. Сафин выиграл обе одиночные встречи — против Хуана Игнасио Чела и Давида Налбандяна. Сразу же после Кубка Дэвиса играл на турнире в Гонконге, но неудачно — во втором круге проиграл молодому испанцу Фелисиано Лопесу. В октябре в четвертьфинале Кубка Кремля впервые в карьере победил Роджера Федерера — 7:5, 6:4, но в полуфинале неожиданно уступил французу Полю-Анри Матьё 6:7(3), 4:6, который в том году и стал чемпионом. На турнире в Лионе в четвертьфинале в трёх сетах уступил Густаво Куэртену — 5:7, 6:4, 6:7(3). Таким образом, несмотря на то, что Сафин выиграл первые три матча у Куэртена, бразилец ответил четырьмя победами подряд, и общий счёт их встреч стал 4-3 в пользу бразильца. Больше они в официальных матчах не встречались.
На турнире Мастерс в Мадриде Сафин проиграл в первом же круге, а в Санкт-Петербурге во втором раунде проиграл Владимиру Волчкову из Беларуси, не защитив свой титул. В парном разряде опять играл с Лабадзе и опять их пара уступила в финале.
В ноябре Сафин выиграл свой единственный турнир в том году, победив на турнире Мастерс в Париже. На пути в финал в четвёртый раз за сезон победил Давида Налбандяна, затем Шенга Схалкена и Николя Эскюде, а в полуфинале обыграл Карлоса Мойю — 7:5, 7:6(4). В финале легко одолел первую ракетку мира Ллейтона Хьюитта 7:6(4), 6:0, 6:4. После успеха в Париже Сафин очень неудачно сыграл на Итоговом турнире в Шанхае, проиграв не только Карлосу Мойе и Ллейтону Хьюитту, но и Альберту Косте, который очень плохо играл в зале. Оставшись за бортом полуфинала, Сафин тем не менее обеспечил себе третье место в рейтинге АТР по итогам года.
В конце ноября Сафин играл в Париже в финале Кубка Дэвиса в составе сборной России. Встреча состоялась на грунтовом покрытии, и Сафину со сборной России удалось впервые завоевать трофей, победив сборную Франции 3-2, — Михаил Южный победил в пятой встрече. Сафин вместе с Кафельниковым в пяти сетах проиграли пару, но выиграл оба одиночные матчи — против Поля-Анри Матьё 6:4, 3:6, 6:1, 6:4 и Себастьяна Грожана 6:3, 6:2, 7:6(11).

### 2003. Проблемы со здоровьем и вылет из топ-50
Этот сезон у Марата был испорчен из-за проблем со здоровьем. Марат, не выиграв в этом году в Австралии ни одного титула, улетел из Мельбурна непобежденным — на четвертьфинал разогревочного перед Открытым чемпионатом Австралии турнира в Сиднее против будущего его победителя Ли Хён Тхэка Сафин не смог выйти из-за травмы правого плеча, а провести матч третьего раунда первого в сезоне турнира серии Большого шлема против немца Райнера Шуттлера (который потом сенсационно попал в финал турнира)  ему помешал надрыв связок на левой кисти
В середине февраля впервые после перерыва вышел на корт в Роттердаме, где во втором раунде впервые с 1999 года победу в их очных встречах одержал Кафельников 6:4, 6:7(5), 4:6. В марте Сафин на турнире в Дубае Марат проиграл во втором раунде испанцу Томми Робредо, на турнире серии Мастерс в Индиан-Уэллсе выиграл два матча, но в третьем раунде из-за вирусного заболевания разгромно проиграл американцу Робби Джинепри 0:6, 1:6, а в Майами в первом же раунде уступил итальянцу Давиде Сангвинетти.
В четвертьфинале Кубка Дэвиса против сборной Аргентины Сафин на тренировке поскользнулся и серьёзно подвернул правую лодыжку, поэтому был запасным. Без него сборная России проиграла 0-5..
В апреле Сафин принял участие в турнире в Барселоне, который выиграл в 2000 году. По ходу турнира одолел аргентинца Гастона Гаудио, а в полуфинале — Хуана Карлоса Ферреро со счётом 6:4, 6:3. Но побеждённый в Барселоне Ферреро через шесть недель выиграл Ролан Гаррос, а для Сафина эта победа так и осталась последней в 2003 году — финале он не доиграл против Карлоса Мойи — 7:5, 2:6, 2:6, 0:3.
В Валенсии Сафин в первом же раунде уступил аргентинцу Франко Скильяри 4:6, 7:5, 2:6 и усугубил полученную на Открытом чемпионате Австралии травму кисти руки, поэтому был вынужден пропустить не только Открытый чемпионат Франции, но и Уимблдонский турнир.
На корт Сафин вернулся в конце июля на турнире в Лос-Анджелесе, но в матче против малоизвестного теннисиста из Индии Пракаша Амритража, уступая 3:5 в первом сете, снялся. Таким образом, россиянин пропустил и Открытый чемпионат США, вернувшись в строй только в начале октября на Кубок Кремля, где в первом же круге уступил Уэйну Блэку 4:6, 7:6(5), 4:6. После Москвы проиграл ещё три матча подряд на турнирах и, учитывая апрельское поражение от Мойи в Барселоне, проиграл на турнирах ATP в итоге семь матчей подряд. Сафин не поехал защищать свой титул в Париже, упав в рейтинге в конец сотни.

### 2004. Финал в Австралии, три титула и возвращение в пятёрку лучших
Сезон Сафин начал на Кубке Хопмана, где его партнершей была Анастасия Мыскина. В первом матче он победил неудобного для себя француза Фабриса Санторо (это был его первый успех в одиночных встречах за последние 9 месяцев), а во втором обыграл Иржи Новака. Но в матче с США Сафин проиграл Джеймсу Блейку 7:6, 6:7, 4:6, и россияне в финал не попали.
Оказавшись на 86-м месте в рейтинге АТР, Сафин не попал в «посев» на Открытом чемпионате Австралии. Там он победил пять американцев и одного финна. Добравшись до четвертьфинала, Сафин, которому в день матча исполнилось 24 года, в драматичном пятисетовом поединке победил первую ракетку мира американца Энди Роддика 2:6, 6:3, 7:5, 6:7(0), 6:4. В полуфинале соперником россиянина был 33-летний Андре Агасси — четырёхкратный победитель австралийского чемпионата, который выиграл на этом турнире уже 26 матчей подряд, причём в 13 последних отдал всего один сет. Сафин выиграл почти четырёхчасовой матч и прервал победную серию Агасси. В этом матче он установил рекорд — впервые с 1991 года, когда АТР начала собирать подобную статистику, игрок, сделавший 31 эйс, не допустил ни одной двойной ошибки. В финале Сафин уступил Роджеру Федереру 6:7(3), 4:6, 2:6. Федерер после этой победы на долгие годы стал первой ракеткой мира, а Сафин в рейтинге поднялся с 86-го места на 35-е.
| Стадия  | Соперник (посев)   | Рейтинг | Счёт                          | Время матча |
| 1 раунд | Брайан Вахали      | 84      | 6:2, 3:6, 6:3, 6:4            | 2 ч 26 мин  |
| 2 раунд | Яркко Ниеминен     | 37      | 7:6(5), 6:4, 4:6, 6:4         | 2 ч 39 мин  |
| 3 раунд | Тодд Мартин        | 66      | 7:5, 1:6, 4:6, 6:0, 7:5       | 3 ч 25 мин  |
| 4 раунд | Джеймс Блейк       | 39      | 7:6(3), 6:3, 6:7(6), 6:3      | 3 ч 8 мин   |
| 1/4     | Энди Роддик (1)    | 1       | 2:6, 6:3, 7:5, 6:7(0), 6:4    | 3 ч 23 мин  |
| 1/2     | Андре Агасси (4)   | 4       | 7:6(6), 7:6(6), 5-7, 1:6, 6:3 | 3 ч 42 мин  |
| Финал   | Роджер Федерер (2) | 2       | 6:7(3), 4:6, 2:6              | 2 ч 15 мин  |

Затем Сафин в составе сборной России в начале февраля в Минске выступил в первом круге Кубка Дэвиса. Несмотря на 33 эйса, уступил Максиму Мирному 6:7(3), 6:7(5), 6:1, 6:4, 9:11, а вместе с Михаилом Южным выиграл парную встречу, В решающий день Сафин не играл, и россияне проиграли решающую игру. После этого на харде Сафин играл неудачно. По-прежнему будучи «несеянным», в Дубае уже в первом круге встретился с Федерером и снова уступил — 6:7(2), 6:7(4). На турнире серии Мастерс в Индиан-Уэллсе во втором круге Марат не сумел еще раз переиграть Энди Роддика и проиграл 6:7(6), 2:6, а на турнире Мастерс в Майами в первом же раунде уступил другому американцу Винсенту Спейди (6-7, 7-6, 4-6), который потом вышел в полуфинал турнира.

Весной, перейдя на грунт, Сафин дошёл до финала в Эшториле, но впервые в карьере уступил там аргентинцу Хуану Игнасио Челе 7:6(2), 3:6, 3:6, а неделю спустя дошёл до полуфинала Мастерса в Монте-Карло, где победил Оливье Рохуса, Мирного и Уэйна Артурса, но уступил другому аргентинцу — Гильермо Кории 4:6, 6:1, 3:6. В середине апреля новым тренером Сафина стал швед Петер Лундгрен, который до декабря 2003 года в течение трёх лет работал с Федерером. Продолжение грунтового сезона получилось получилось без успехов — на турнирах серии Мастерс в Риме и Гамбурге Сафин проиграл в третьем раунде. На Открытом чемпионате Франции во втором и третьем кругах Сафин сыграл пятисетовые поединки, в которых не только устал, но и натер руки до кровавых мозолей,, и в матче четвёртого раунда впервые в карьере проиграл аргентинцу Давиду Налбандяну 5:7, 4:6, 7:6(5), 3:6. Травяной сезон Сафин провалил, проиграв в первом раунде в Халле Йонасу Бьоркману и на Уимблдонском турнире соотечественнику Дмитрию Турсунову — 6:4, 5:7, 3:6, 6:71. После поражения Сафин сгоряча заявил, что ненавидит траву и ещё подумает, приезжать ли в Лондон снова. Позже извинился за эти высказывания.
На турнире в Торонто Сафин проиграл в первом круге, немцу Николасу Киферу. На следующем турнире серии Мастерс в Цинциннати дошёл до четвертьфинала. В Сопоте на грунте проиграл во втором круге (этот турнир стал первым, который выиграл Рафаэль Надаль).

На второй для себя Олимпиаде в Афинах Марат завоевал первую для себя победу на Олимпийских играх в карьере, в первом раунде в двух сетах обыграв непростого для себя словака Кароля Кучеру, но увы и последнюю - уже во втором раунде Марат проиграл, уступив испанцу Фелисиано Лопесу 6:7(4), 3:6.
 
Затем впервые в своей карьере проиграл в первом раунде на Открытом Чемпионате США, уступив 30-летнему шведу Томасу Энквисту 6:7(5), 4:6, 6:3, 3:6.

Осенью игра Марата наладилась — сначала россиянин впервые за два года выиграл титул ATP, победив в Пекине, в финале одолев Михаила Южного. Потом помог сборной России выиграть квалификационный матч за место в Мировой группе-2005 против Таиланда, который закончился со счётом 5-0. Через неделю на турнире в Бангкоке в полуфинале уступил Энди Роддику 6:7(1), 7:6(0), 6:7(2). На Кубке Кремля в первом раунде на трёх тайбрейках одолел Максима Мирного 6:7(8), 7:6(2), 7:6(1), но во втором раунде проиграл чеху Радеку Штепанеку.
В конце октября Сафин выиграл турнир серии Мастерс в Мадриде, в четвертьфинале победив наконец-то Фелисиано Лопеса, в полуфинале в двух сетах обыграв Агасси, а в финале — аргентинца Давида Налбандяна 6:2, 6:4, 6:3. Через неделю на турнире в Санкт-Петербурге Сафин в четвертьфинале проиграл в двух сетах французу Микаэлю Льодра. Стал трёхкратным чемпионом через неделю на турнире в Париже, повторив рекорд Бориса Беккера. В Париже Сафин одолел Ивана Любичича, Юргена Мельцера, Ллейтона Хьюитта, Гильермо Каньяса, и в финале — Штепанека. Сотворив хет-трик в «Берси», Сафин одновременно сделал уникальный в истории мужского тенниса осенний дубль, поскольку за две недели до этого выиграл аналогичное крупнейшее состязание в Мадриде. Однако, в этих турнирах не участвовал Федерер. С ним Сафин сыграл на Итоговом турнире года. Проиграв третий раз за сезон Роддику, но победив Гильермо Корию и Тима Хенмена, Сафин вышел в полуфинал, где уступил Федереру 3:6 6:7(18), причём по ходу тай-брейка, который продолжался 25 минут, отыграл 7 матч-пойнтов. В итоге этот тай-брейк стал повторением рекорда по продолжительности в мужском одиночном разряде за всю историю тенниса. Ранее счёт 20-18 был зафиксирован в 1973 году на Уимблдоне в матче Бьорна Борга и Премжита Лалла, а также в 1993 году на Открытом чемпионате США во встрече Горана Иванишевича и Даниэля Нестора. Сезон Сафин закончил на 4-м месте в рейтинге ATP.

### 2005. Успех в Австралии и травма колена
На Кубке Хопмана, где сборная России не вышла из группы, Сафин проиграл все свои матчи немцу Томми Хаасу, аргентинцу Гильермо Кории и итальянцу Давиде Сангвинетти. На Australian Open Сафин приехал в статусе четвёртой ракетки. В первом раунде он разгромил 17-летнего серба Новак Джокович, дебютанта турниров Большого шлема, 6:0, 6:2, 6:1. Затем были обыграны Богдан Улиграх, Марио Анчич, Оливье Рохус и в четвертьфинале словак Доминик Хрбаты. В полуфинале Сафин победил Роджера Федерера в сложном пятисетовом матче. Федерер имел матчбол на своей подаче на тай-брейке четвёртого сета, но Сафин обвёл вышедшего к сетке лидера мирового рейтинга свечой. Позже Сафин назвал этот матч битвой «теннисных умов». Победа Сафина положила конец победной серии Федерера против теннисистов из первой десятки, состоящей из 26 матчей. В финале Сафин, благодаря успешной игре и реализации брейкпойнтов (4 из 11), победил хозяина кортов Ллейтона Хьюита 1:6, 6:3, 6:4, 6:4 и стал обладателем второго — и последнего — для себя титула Большого шлема за последние пять лет. Сафин заявил, что своим удачным выступлением он обязан присутствию своего нового тренера Петера Лундгрена: «Я не верил в себя, пока не начал работать с Петером».
| Стадия  | Соперник (посев)    | Рейтинг | Счёт                        | Время матча |
| 1 раунд | Новак Джокович      | 188     | 6:0, 6:2, 6:1               | 1 ч 14 мин  |
| 2 раунд | Богдан Улиграх      | 95      | 6:4, 6:1, 6:3               | 1 ч 21 мин  |
| 3 раунд | Марио Анчич (28)    | 29      | 6:4, 3:6, 6:3, 6:4          | 2 ч 45 мин  |
| 4 раунд | Оливье Рохус        | 53      | 4:6, 7:6(1), 7:6(5), 7:6(2) | 3 ч 42 мин  |
| 1/4     | Доминик Хрбаты (20) | 27      | 6:2, 6:4, 6:2               | 1 ч 30 мин  |
| 1/2     | Роджер Федерер (1)  | 1       | 5:7, 6:4, 5:7, 7:6(6), 9-7  | 4 ч 28 мин  |
| Финал   | Ллейтон Хьюитт (3)  | 3       | 1:6, 6:3, 6:4, 6:4          | 2 ч 45 мин  |

Сафин проигрывал на ранних стадиях семи турниров, проходивших с февраля по июнь. В начале марта в первом раунде на Кубка Дэвиса помог одолеть сборную Чили, в пяти сетах одолев их лидера Фернандо Гонсалеса, но на личных турнирах, покинув Мельбурн, не выиграл ни одного матча с игроком топ20 до июня. То, что Сафин с февраля играет с тяжёлой травмой колена, стало известно только позже. На Открытом чемпионате Франции он в матче третьего круга победил Хуана Карлоса Ферреро 7:6(5), 7:5, 1:6, 7:6(2), но в четвёртом круге потерпел поражение от другого испанца Томми Робредо 5:7, 6:1, 1:6, 6:4, 6:8.
В июне Сафин выступил на травяном турнире в Халле, где в полуфинале победил восьмую ракетку мира аргентинца Гильермо Каньяса, в финале проиграл Федереру 4:6, 7:6(6), 4:6. Кроме того, Сафин второй раз за карьеру сыграл в один день в двух финалах - в одиночном и парном разрядах. Впервые это произошло в Санкт-Петербурге в 2001 году — в одиночном и парном разрядах (в парном финале вместе со шведом Йоахимом Юханссоном проиграли тоже Федереру и Иву Аллегро 5:7, 7:6(6), 3:6).
На Уимблдонском турнире Сафин прошёл в третий раунд, где проиграл в трёх сетах испанцу Фелисиано Лопесу 4:6, 6:7(4), 3:6. В августе на турнире в Цинциннати победил прогрессирующего шотландца Энди Маррея и во второй раз за сезон обыграл неудобного словака Доминика Хрбаты — 6:0, 6:3, но после проигрыша в четвертьфинале американцу Робби Джинепри 2:6, 3:6 был вынужден досрочно завершить сезон из-за травмы колена.

### 2006. Попытки вернуться в элиту и второй Кубок Дэвиса
Так как Сафин пропустил не только Открытый чемпионат США-2005, но и турниры серии Мастерс в Мадриде, Париже и Открытый чемпионат Австралии-2006, действующим чемпионом которых он являлся, то после Открытого Чемпионата Австралии он в рейтинге скатился на пятидесятое место. На корт вернулся в конце февраля в Дубае — в матче первого раунда турнира в трёх сетах одолел своего соотечественника, пятую ракетку мира Николая Давыденко — 4:6, 6:2, 6:2. Сафин обзавёлся новым имиджем — его пышные волосы были убраны в косичку, как у Дэвида Бекхэма во время чемпионата мира в Японии и Корее в 2002 году. Уже в следующем матче он уступил бельгийцу Оливье Рохусу 6:7, 4:6. Россиянин весной участвовал в турнирах серии Мастерс в Индиан-Уэллсе, Майами, Монте-Карло, Риме, и Гамбурге, в грунтовом турнире в Валенсии, где впервые за сезон пробился в полуфинал (проиграл испанцу Николасу Альмагро — 2:6, 6:2, 4:6), а также на Кубке Дэвиса. На этих турнирах были побеждены Николай Давыденко (еще раз), Карлос Мойя, Игорь Андреев, Ришар Гаске и Гастон Гаудио, но в игре Сафина не было стабильности и он часто проигрывал в первых же раундах турниров, в том числе на Ролан Гаррос. Сафин впервые в карьере проиграл на Открытом чемпионате Франции в первом же круге, — чилийцу Фернандо Гонсалесу — 3:6, 6:1, 3:6, 1:6. Ему же Сафин уступил и на Уимблдонском турнире в матче второго раунда, несмотря на то что выиграл первые две партии и вёл 40:0 на своей подаче при счёте 4:4 в третьем сете — 6:4, 7:6(4), 4:6, 4:6, 4:6.
Летом в ходе серии турниров на американском харде Сафин на трёх турнирах (Индианаполис, Торонто, Цинциннати) выбывал в первом же круге, в Лос-Анджелесе — во втором, проиграв тому же Гонсалесу, и лишь в Вашингтоне во второй раз за сезон дошёл до полуфинала турнира ATP, обыграв в том числе игрока первой топ-10 американца Джеймса Блейка, но в полуфинале проиграл французу Арно Клеману 6:7(5), 6:7(4), который и выиграл турнир. Сафин не сумел защитить рейтинговые очки, начисленные ему в прошлом году за выход в четвертьфинал Цинциннати, проиграв в первом же раунде французу Гаэлю Монфису, и оказался за пределами топ-100 мирового рейтинга, впервые с 1998 года. Опустившись до 104 места в рейтинге, он расстался с тренером Петером Лундгреном, сказав, что ему надо поработать одному. На Открытом чемпионате США (начиная с августа Сафина сопровождал его друг Александр Волков выиграл во втором раунде у четвёртого сеяного Давида Налбандяна в 5-сетовом матче 6:3, 7:5, 2:6, 3:6, 7:6(6). Находясь на 104-м месте в мировой классификации, Сафин впервые за восемь лет обыграл соперника, который стоит ровно на 100 позиций выше. В третьем круге Сафин легко переиграл бельгийца Оливье Рохуса, но в четвёртом раунде проиграл немцу Томми Хаасу в пяти сетах 6:4, 3:6, 6:2, 2:6, 6:7(5).
В сентябре в рамках Кубка Дэвиса российская сборная одержала победу над сборной США со счётом 3-2 и забронировала себе место в финале. Во многом благодаря Сафину, который в первый день неожиданно легко обыграл Энди Роддика 6:4, 6:3, 7:6(5). На турнире в Таиланде в полуфинале проиграл будущему победителю Джеймсу Блейку 6:3, 4:6, 6:7(3). В октябре Сафин в финале Кубка Кремля уступил первой ракетке России Николаю Давыденко 4:6, 7:5, 4:6. На Мастерсе в Мадриде прошёл в четвертьфинал, где проиграл удобному для себя Налбандяну, а на Мастерсе в Париже в четвертьфинале уступил немцу Томми Хаасу 6:7(1), 6:3, 3:6. Сезон закончил на 26 месте в рейтинге ATP.
В декабре 2006 года в финале Кубка Дэвиса встречались команды России и Аргентины. Проиграв в первый день Давиду Налбандяну 4:6, 4:6, 4:6, Сафин и Дмитрий Турсунов в паре легко выиграли матч у Налбандяна и Агустина Кальери — 6:2, 6:3, 6:4. 3 декабря Сафин одержал верх над Хосе Акасусо в решающем матче со счётом 6:3, 3:6, 6:3, 7:6(5) и принёс сборной России звание победителей кубка Дэвиса во 2-й раз. В 2006 году на счету у Сафина было семь побед (при семи поражениях) над представителями первой рейтинговой десятки — он победил Багдатиса, Налбандяна, Роддика, Блэйка, Гаудио и Давыденко (дважды). Больше побед над представителями первой рейтинговой десятки в 2006 году было только у Федерера (19), Надаля (10) и Блэйка (8). Сезон он закончил на 26-м месте в рейтинге.

### 2007. Сезон без финалов
На Открытом чемпионате Австралии Сафин в третьем круге уступил американцу Энди Роддику 6:7(2), 6:2, 4:6, 6:7(2). Сезон Сафин продолжил четвертьфиналом в Сан-Хосе, полуфиналом в Лас-Вегасе, где уступил набиравшему ход Ллейтону Хьюитту. В феврале Сафин принимал участие в Кубке Дэвиса в составе сборной России, которая выиграла матч против команды Чили на территории соперника — 3-2. Сафин в трёх сетах выиграл у Николаса Массу, но проиграл в трёх сетах пару и матч Фернандо Гонсалесу. На супертурнирах в Индиан-Уэллсе и Ки-Бискейне проиграл в первой же игре. В четвертьфинале Кубка Дэвиса Сафин выиграл решающий поединок за сборную в четвертьфинальном матче против Франции, в трёх сетах разгромив Поля-Анри Матьё со счётом 7:6(3), 6:3, 6:2. Приняв участие в четырёх грунтовых турнирах за пять недель, Сафин выиграл всего три матча из семи, ни разу не сумев преодолеть барьер второго круга. На Открытом чемпионате Франции, разгромив в первом раунде испанца Фернандо Висенте, Сафин проиграл уже во втором круге — сербу Янко Типсаревичу 4:6, 4:6, 5:7, после чего очень долго не мог обрести уверенность в себе. Летом после Уимблдонского турнира, где Сафин в третьем раунде в трёх сетах проиграл Федереру 1:6, 4:6, 6:7(4), он стал сотрудничать с новым тренером аргентинцем Эрнаном Гуми, который сменил Александра Волкова.
Результаты в том сезоне так и не пришли — в июле Сафин вышел в четвертьфинал в Лос-Анджелесе и Вашингтоне, а на турнирах серии Мастерс в Монреале и Цинциннати проиграл на ранних стадиях. Проиграл Сафин и во втором раунде Открытого чемпионата США швейцарцу Станисласу Вавринке 3:6, 3:6, 3:6, который тогда еще не был игроком мировой элиты. После этого поражения Сафин решил взять паузу и в качестве релаксации отправился в экспедицию в Гималаи. Вернувшись с гор, принял участие на Кубке Кремля, где в одиночном разряде проиграл во втором раунде Игорю Андрееву 4:6, 4:6, зато в парном разряде вместе с Дмитрием Турсуновым выиграл титул. Это был второй и последний титул Сафина в парном разряде. Проиграв в первом раунде в Мадриде Иво Карловичу 3:6, 4:6, Сафин решил досрочно закончить сезон из-за усталости и плохой физической формы. Не принял участие в полуфинале и финале Кубка Дэвиса, где сборная России в гостях проиграла американцам. Впервые с 1998 года Сафин не играл ни в одном финале турниров ATP в одиночном разряде.

### 2008. Полуфинал Уимблдона и финал Кубка Кремля
Сафин участвовал в «разминочных» турнирах в январе перед Открытым чемпионатом Австралии, в выставочном турнире одолел Энди Маррея и Фернандо Гонсалеса, но уступил Роддику. На Открытом чемпионате Австралии в первом круге победил латыша Эрнеста Гулбиса 6:0, 6:4, 7:6, но во втором круге проиграл Маркосу Багдатису 4:6, 4:6, 6:2, 6:3, 2:6. На Кубке Дэвиса Сафин из-за травмы икроножной мышцы и гриппа не играл, что и погубило его набранную за зиму хорошую физподготовку. В феврале Сафину были предоставлены уайлд-кард в турнирах в Мемфисе и Лас Вегасе, но в Мемфисе сильнее Сафина оказался швед Томас Юханссон — 6:7, 6:7 в первом раунде. В Лас-Вегасе проиграл австралийцу Ллейтону Хьюитту 2:6, 1:6 за 58 минут. В марте на супертурнирах в Индиан-Уэллсе и Майами Сафин тоже проиграл в первом круге австрийцу Юргену Мельцеру — 6:7, 6:2, 2:6 и американцу Бобби Рейнолдсу соответственно. Потерпев в Америке четыре поражения подряд и пять — всего, с начала года он опустился с 56-го на 90-е место в рейтинге. В Кубке Дэвиса Сафин победил чеха Томаша Бердыха, причём впервые в своей карьере выиграл пятисетовый поединок, уступая 0-2 по партиям — 6:7, 4:6, 6:3, 6:2, 6:4. Россия победила Чехию со счётом 3-2 и вышла в полуфинал.
Весной на грунте Сафин в первом круге проиграл только в Риме (будущему финалисту Вавринке). На турнире в Мюнхене впервые в сезоне вышел в четвертьфинал. На Ролан Гаррос проиграл во втором круге Николаю Давыденко 6:7, 2:6, 2:6, а на траве в Лондоне проиграл во втором раунде Фернандо Гонсалесу, таким образом не попав на Олимпиаду в Пекине из-за низкого рейтинга.
На Уимблдонском турнире, выдав серию побед над Фабио Фоньини, третьей ракеткой мира и действующим чемпионом Australian Open Новаком Джоковичем, Андреасом Сеппи, Станисласом Вавринкой и находившемся в превосходной форме Фелисиано Лопесом, в полуфинале в трёх сетах проиграл Федереру 3:6, 6:7(3), 4:6. Сафин стал первым россиянином, пробившимся в полуфинал Уимблдона (в 1973 году Александру Метревели удалось дойти до финала). Таким образом, Сафин вошёл в клуб теннисистов, которые смогли выйти в полуфинал на всех четырех турнирах серии Большого шлема. Затем Сафин играл на Открытом чемпионате Швеции на грунте в Бостаде, выиграв в первом раунде у Марка Лопеса. Он проиграл свой матч второго круга против Потито Стараче.
Сафин получил wild card на турнир Rogers Cup Masters в Торонто. Он победил Сэма Куэрри в первом раунде, но в тот же день проиграл Вавринке. На следующем турнире серии Masters в Цинциннати Сафин в первом же раунде проиграл соотечественнику Дмитрию Турсунову 6:7(5), 4:6. На турнире Countrywide Classic в Лос-Анджелесе были побеждены американцы Джон Изнер и Уэйн Одесник. В четвертьфинале проиграл Денису Гремельмайру. На турнире в Вашингтоне Сафин в первом же круге получил травму шеи, которую только к Открытому чемпионату США успел залечить. На US Open, где россиянин был несеянным, в первом круге он обыграл американского ветерана Винсента Спэйди 3:6, 6:2, 6:3, 4:6, 6:4, а во втором круге проиграл Томми Робредо 6:4, 6:7, 4:6, 0:6.
Сафин отказался участвовать в полуфинале Кубка Дэвиса, чтобы получше подготовиться к турниру в Бангкоке и набрать там очки. Но там он уступил в первом круге немцу Филиппу Петцшнеру, а сборная России в полуфинале на выезде проиграла аргентинцам во главе с Налбандяном и Хуаном Мартином дель Потро со счётом 2-3. В октябре Сафин впервые за два года дошёл до финала турнира ATP, как и два года назад играя в финале на Кубке Кремля в Москве, где в четвертьфинале обыграл своего соотечественника Николая Давыденко 7:6(5), 4:6, 6:4. Соперник Сафина по полуфиналу Миша Зверев снялся с матча. В финале Сафин неожиданно уступил Игорю Куницыну 6:7(6), 7:6(4), 3:6. Потом он проиграл во втором круге турнира в Санкт-Петербурге казахстанцу Андрею Голубеву, а на Мастерсе в Париже, где побеждал трижды, в первом же круге аргентинскому грунтовику Хуану Монако 0:6, 6:74. После проигрыша Сафин заявил, что уже подумывает о завершении карьеры, и, возможно, в 2009 году на корт уже не вернётся. Хотя 9 раз он проигрывал в первых кругах, тем не менее в сезоне имел нейтральный баланс побед и поражений — 24:24 — во многом благодаря полуфиналу на Уимблдоне и финалу на Кубке Кремля. Сезон закончил на 31 месте в рейтинге ATP.

### 2009. Завершение карьеры
Сафин расстался с тренером Гуми и прощальный сезон провел без тренера. На Новый год Сафин подрался в одном из московских клубов. На Кубок Хопмана, где он в единственный раз в карьере играл в миксте со своей сестрой Динарой, Сафин прилетел с забинтованным большим пальцем правой руки, двумя синяками под глазами, наполненным кровью левым глазом и порезом возле правого глаза. В финале Сафины уступили команде Словакии, сам Сафин в трех сетах уступил Доминику Хрбаты. Из-за последствий драки и усталости на Кубке Хопмана Сафин снялся с показательного турнира в Мельбурне.
На Открытом чемпионате Австралии в трёх сетах одолел испанцев Ивана Наварро и Гильермо Гарсия-Лопеса, но в третьем раунде уступил Федереру в трёх сетах, по ходу тай-брейка повздорив с судьёй — 3:6, 2:6, 6:7(5). В феврале в Дубае Сафин проиграл уже в первой игре Ришару Гаске, зато вышел в полуфинал в парном разряде вместе с испанцем Давидом Феррером. В начале марта на Кубке Дэвиса в первом раунде Сафин помог сборной России одолеть сборную Румынии (4-1) на выезде в зале, где вместе с Дмитрием Турсуновым в пяти сетах проиграл пару, зато в одиночной встрече одолел в трёх сетах Виктора Кривого. На пресс-конференции после игры Сафин сказал: «Ещё посмотрю, уходить или нет!».
На мартовских супертурнирах в Индиан-Уэллсе и Майами Сафин проиграл в матчах второго раунда, причем в Майами имел шанс впервые в карьере одолеть франзуза Гаэля Монфиса, в третьем сете ведя 5:2, но не подал на матч и проиграл 7:5, 5-7, 6:7(3). Когда в апреле начался грунтовой сезон, Сафин принял участие на турнире Мастерс в Монте-Карло, где в первом раунде в двух сетах одолел Ллейтона Хьюитта 6:4, 7:5, таким образом счёт личных встреч в их очном противостоянии стал ничейным — 7:7. Больше они в официальных матчах не встречались. Во втором раунде Сафин в матче с Николасом Лапентти в третьем сете, как и в Майами, вёл 5:2, но уступил 6:7(6), 6:2, 6:7(6). После этого поражения он проиграл в первом же раунде ещё на трёх турнирах. Несмотря на неуверенные выступления, 21 апреля Сафин впервые с января 2006 года вошёл в первую двадцатку мирового рейтинга и три недели находился на 20-м месте. На Открытом чемпионате Франции во втором раунде Сафин уступил французу Жосселену Уанна 6:7(2), 6:7(4), 6:4, 6:3, 8:10. По ходу турнира заявил, что принял решение и точно уходит из тенниса после этого сезона.
На Уимблдонском турнире Сафин в первом раунде проиграл малоизвестному американцу Джессу Левайну 2:6, 6:3, 6:7(4), 4:6, здорово упав в рейтинге. Сразу после Уимблдона на Кубке Дэвиса в четвертьфинале на выезде в Тель-Авиве сборная России впервые после финала-2007 против сборной США проиграла матч Кубка Дэвиса уже после завершения парной встречи сборной Израиля Сафин играл только пару, где его партнером был Игорь Куницын, и пару они проиграли в пяти сетах).
На грунтовом турнире в Бостаде Сафин в первом же матче проиграл испанцу Николасу Альмагро. Перейдя на американский хард, играл на турнире в Лос-Анджелесе, где одолел латыша Эрнеста Гулбиса и неудобного американца Робби Джинепри и впервые в сезоне дошёл до четвертьфинала турнира ATP, где в очередной раз уступил немцу Томми Хаасу. На турнире Мастерс в Монреале уступил в первом же раунде, уже в четвертый раз подряд не совладав с франзузом Гаэлем Монфисом — 2:6, 6:3, 2:6, а на другом турнире серии Masters в Цинциннати снова победил Джинепри, но во втором раунде уступил чеху Радеку Штепанеку.
На Открытом чемпионате США Сафин проиграл в первом же раунде австрийцу Юргену Мельцеру 6:1, 4:6, 3:6, 4:6. На турнире в Бангкоке уступил во втором круге в двух сетах швейрцарцу Марко Кьюдинелли, который даже не был игроком первой сотни. На турнире в Пекине, где Сафин побеждал в 2004 году, он впервые с 2005 года одолел ровесника из Чили Фернандо Гонсалеса со счётом 6:3, 6:4, и дошёл до четвертьфинала, но там без борьбы проиграл Рафаэлю Надалю — 3:6, 1:6. После этого Сафин играл на другом, более престижном китайском турнире — нововведенном Мастерсе в Шанхае, где в матче второго раунде уступил чеху Томашу Бердыху 6:3, 4:6, 4:6. В октябре в последний раз принял участие в Кубке Кремля, где, обыграв Давыденко, во втором раунде проиграл Евгению Королёву. На турнире в Санкт-Петербурге в полуфинале уступил будущему чемпиону украинцу Сергею Стаховскому 4:6, 6:4, 4:6. После игры Сафин заявил, что нет у него уже ни прежней скорости, ни мотивации, чтобы в долгих и упорных матчах побеждать молодых парней, поэтому и уходит из тенниса.
Закончил профессиональную карьеру Сафин на турнире Мастерс в Париже, где он выиграл три одиночных титула и Кубок Дэвиса в составе российской сборной в 2002 году. Отыграв в матче с французом Тьерри Асьоном три матчбола (все три — эйсами) — 6:4, 4:6, 7:6(3), Сафин вышел во второй раунд. Этот матч с аргентинцем Хуаном Мартином дель Потро 11 ноября 2009 года стал последним в карьере Сафина — 4:6, 7:5, 4:6. Была проведена специальная церемония прощания на Центральном корте в Берси. Многие теннисисты вышли на корт Дель Потро, Новак Джокович, Жиль Симон, Томми Робредо, Фредерику Жил, Иво Карлович, Альберт Коста, Марк Россе и Юнес эль-Айнауи. Президент Федерации тенниса Франции Жан Гашассен вручил Сафину символический ключ от «Берси», где тот побеждал трижды.

## Рейтинг на конец года
| Год  | Одиночный рейтинг | Парный рейтинг |
| 2009 | 61                | 234            |
| 2008 | 29                | 307            |
| 2007 | 56                | 171            |
| 2006 | 26                | 127            |
| 2005 | 12                | 264            |
| 2004 | 4                 | 170            |
| 2003 | 77                | 276            |
| 2002 | 3                 | 105            |
| 2001 | 11                | 85             |
| 2000 | 2                 | 108            |
| 1999 | 24                | 110            |
| 1998 | 49                | 451            |
| 1997 | 203               | 431            |
| 1996 | 445               | 1085           |

По данным официального сайта ATP на последнюю неделю года.

## Выступления на турнирах

### Финалы турниров Большого шлема в одиночном разряде (4)

#### Победы (2)
| №  | Год  | Турнир                       | Покрытие | Соперник в финале | Счёт               |
| 1  | 2000 | Открытый чемпионат США       | Хард     | Пит Сампрас       | 6:4, 6:3, 6:3      |
| 2. | 2005 | Открытый чемпионат Австралии | Хард     | Ллейтон Хьюитт    | 1:6, 6:3, 6:4, 6:4 |

#### Поражения (2)
| № | Год  | Турнир                           | Покрытие | Соперник в финале | Счёт               |
| 1 | 2002 | Открытый чемпионат Австралии     | Хард     | Томас Юханссон    | 6:3 4:6 4:6 6:7(4) |
| 2 | 2004 | Открытый чемпионат Австралии (2) | Хард     | Роджер Федерер    | 6:7(3), 4:6, 2:6   |

### Финалы турнировATPв одиночном разряде (27)

#### Победы (15)
| Легенда                            |
| ---------------------------------- |
| Турниры Большого шлема (2)         |
| Кубок Мастерс / финал АТР-тура (0) |
| ATP Мастерс / ATP Мастерс 1000 (5) |
| АТР Gold / АТР 500 (1)             |
| АТР International / АТР 250 (7+2)  |

| Титулы по покрытиям | Титулы по месту проведения матчей турнира |
| ------------------- | ----------------------------------------- |
| Хард (10)           | Зал (6+1)                                 |
| Грунт (2+1)         | Зал (6+1)                                 |
| Трава (0)           | Открытый воздух (9+1)                     |
| Ковёр (3+1)         | Открытый воздух (9+1)                     |

| №   | Дата             | Турнир                       | Покрытие   | Соперник в финале   | Счёт в финале                 |
| 1.  | 29 августа 1999  | Бостон, США                  | Хард       | Янник Синнер        | 0:6, 0:6, 6:0, 6:0, 7:6(120)  |
| 2.  | 30 апреля 2000   | Барселона, Испания           | Грунт      | Хуан Карлос Ферреро | 6:3, 6:3, 6:4                 |
| 3.  | 7 мая 2000       | Мальорка, Испания            | Грунт      | Микаэль Тильстрём   | 6:4, 6:3                      |
| 4.  | 6 августа 2000   | Торонто, Канада              | Хард       | Харел Леви          | 6:2, 6:3                      |
| 5.  | 10 сентября 2000 | Открытый чемпионат США       | Хард       | Пит Сампрас         | 6:4, 6:3, 6:3                 |
| 6.  | 17 сентября 2000 | Ташкент, Узбекистан          | Хард       | Давиде Сангвинетти  | 6:3, 6:4                      |
| 7.  | 12 ноября 2000   | Санкт-Петербург, Россия      | Хард (i)   | Доминик Хрбаты      | 2:6, 6:4, 6:4                 |
| 8.  | 19 ноября 2000   | Париж, Франция               | Ковёр (i)  | Марк Филиппуссис    | 3:6, 7:6(7), 6:4, 3:6, 7:6(8) |
| 9.  | 16 сентября 2001 | Ташкент, Узбекистан          | Хард       | Евгений Кафельников | 6:2, 6:2                      |
| 10. | 28 октября 2001  | Санкт-Петербург, Россия (2)  | Хард (i)   | Райнер Шуттлер      | 3:6, 6:3, 6:3                 |
| 11. | 3 ноября 2002    | Париж, Франция (2)           | Ковёр (i)  | Ллейтон Хьюитт      | 7:6(4), 6:0, 6:4              |
| 12. | 19 сентября 2004 | Пекин, Китай                 | Хард       | Михаил Южный        | 7:6(4), 7:5                   |
| 13. | 24 октября 2004  | Мадрид, Испания              | Хард (i)   | Давид Налбандян     | 6:2, 6:4, 6:3                 |
| 14. | 7 ноября 2004    | Париж, Франция (3)           | Ковёр, (i) | Радек Штепанек      | 6:3 7:6(5) 6:3                |
| 15. | 30 января 2005   | Открытый чемпионат Австралии | Хард       | Ллейтон Хьюитт      | 1:6, 6:3, 6:4, 6:4            |

#### Поражения (12)
| №   | Дата            | Турнир                           | Покрытие | Соперник в финале   | Счёт в финале              |
| 1.  | 7 ноября 1999   | Париж, Франция                   | Ковёр(i) | Андре Агасси        | 6:7(1), 2:6, 6:4, 4:6      |
| 2.  | 21 мая 2000     | Гамбург, Германия                | Грунт    | Густаво Куэртен     | 4:6, 7:5, 4:6, 7:5, 6:7(3) |
| 3.  | 20 августа 2000 | Индианаполис, США                | Хард     | Густаво Куэртен     | 6:3, 6:7(2), 6:7(2)        |
| 4.  | 3 марта 2001    | Дубай, ОАЭ                       | Хард     | Хуан Карлос Ферреро | 2:6, 1:3 — отказ           |
| 5.  | 27 января 2002  | Открытый чемпионат Австралии     | Хард     | Томас Юханссон      | 6:3, 4:6, 4:6, 6:7(4)      |
| 6.  | 19 мая 2002     | Гамбург, Германия (2)            | Грунт    | Роджер Федерер      | 1:6, 3:6, 4:6              |
| 7.  | 27 апреля 2003  | Барселона, Испания               | Грунт    | Карлос Мойя         | 7:5, 2:6, 2:6, 0:3 — отказ |
| 8.  | 1 февраля 2004  | Открытый чемпионат Австралии (2) | Хард     | Роджер Федерер      | 6:7(3), 4:6, 2:6           |
| 9.  | 18 апреля 2004  | Оэйраш, Португалия               | Грунт    | Хуан Игнасио Чела   | 7:6(2), 3:6, 3:6           |
| 10. | 12 июня 2005    | Халле, Германия                  | Трава    | Роджер Федерер      | 4:6, 7:6(6), 4:6           |
| 11. | 15 октября 2006 | Москва, Россия                   | Ковёр(i) | Николай Давыденко   | 4:6 7:5 4:6                |
| 12. | 12 октября 2008 | Москва, Россия (2)               | Хард(i)  | Игорь Куницын       | 6:7(6), 7:6(4), 3:6        |

### Финалы челленджеров и фьючерсов в одиночном разряде (6)

#### Победы (3)
| Условные обозначения |
| Челленджеры (1+1)    |
| Фьючерсы (2+1)       |

| Титулы по покрытиям | Титулы по месту проведения матчей турнира |
| ------------------- | ----------------------------------------- |
| Хард (0)            | Зал (0+1)                                 |
| Грунт (3+1)         | Зал (0+1)                                 |
| Трава (0)           | Открытый воздух (3+1)                     |
| Ковёр (0+1)         | Открытый воздух (3+1)                     |

| №  | Дата             | Турнир               | Покрытие | Соперник в финале     | Счёт          |
| 1. | 1 сентября 1996  | Овьедо, Испания      | Грунт    | Давид Санчес Муньос   | 6:3, 6:0      |
| 2. | 29 сентября 1996 | Торрелавега, Испания | Грунт    | Хуан Игнасио Карраско | 6:4, 3:6, 6:3 |
| 3. | 14 сентября 1997 | Эшпинью, Португалия  | Грунт    | Стефан Уэтт           | 7:5, 6:0      |

#### Поражения (3)
| №  | Дата             | Турнир               | Покрытие | Соперник в финале           | Счёт          |
| 1. | 22 сентября 1996 | Торрелавега, Испания | Грунт    | Сальвадор Наварро Гутьеррес | 6:7, 0:6      |
| 2. | 9 марта 1997     | Террасса, Испания    | Грунт    | Сальвадор Наварро Гутьеррес | 6:2, 1:6, 4:6 |
| 3. | 12 апреля 1998   | Неаполь, Италия      | Грунт    | Давиде Сангвинетти          | 4:6, 4:6      |

### Финалы турниров ATP в парном разряде (6)

#### Победы (2)
| №  | Дата            | Турнир            | Покрытие | Партнёр          | Соперники в финале        | Счёт в финале |
| 1. | 15 июля 2001    | Гштаад, Швейцария | Грунт    | Роджер Федерер   | Майкл Хилл Джефф Таранго  | 0:1, отказ    |
| 2. | 14 октября 2007 | Москва, Россия    | Ковёр(i) | Дмитрий Турсунов | Томаш Цибулец Ловро Зовко | 6:4, 6:2      |

#### Поражение (4)
| №  | Дата            | Турнир                      | Покрытие | Партнёр         | Соперники в финале                  | Счёт в финале    |
| 1. | 14 ноября 1999  | Москва, Россия              | Ковёр(i) | Андрей Медведев | Джастин Гимельстоб Даниэль Вацек    | 2:6, 1:6         |
| 2. | 28 октября 2001 | Санкт-Петербург, Россия     | Хард(i)  | Ираклий Лабадзе | Денис Голованов Евгений Кафельников | 5-7, 4:6         |
| 3. | 27 октября 2002 | Санкт-Петербург, Россия (2) | Хард(i)  | Ираклий Лабадзе | Дэвид Адамс Джаред Палмер           | 6:7(8), 3:6      |
| 4. | 12 июня 2005    | Халле, Германия             | Трава    | Йоахим Юханссон | Ив Аллегро Роджер Федерер           | 5-7, 7:6(6), 3:6 |

### Финалы челленджеров и фьючерсов в парном разряде (3)

#### Победы (2)
| №  | Дата            | Турнир                | Покрытие | Партнёр        | Соперники в финале            | Счёт          |
| 1. | 29 июня 1997    | Амерсфорт, Нидерланды | Грунт    | Мартин Веркерк | Себастьян Вейс Мариано Худ    | 6:3, 6:4      |
| 2. | 15 февраля 1998 | Вольфсбург, Германия  | Ковёр(i) | Душан Вемич    | Ян-Ральф Брандт Томас Мессмер | 6:4, 4:6, 6:2 |

#### Поражения (1)
| №  | Дата         | Турнир             | Покрытие | Партнёр    | Соперники в финале                       | Счёт     |
| 1. | 2 марта 1997 | Картахена, Испания | Грунт    | Хуан Хинер | Хуан-Игнасио Карраско Маркос Рой-Хирарди | 4:6, 6:7 |

### Финалы командных турниров (6)

#### Победы (2)
| № | Год  | Турнир           | Команда                                    | Соперник в финале                                          | Счёт |
| 1 | 2002 | Кубок Дэвиса     | Россия Е. Кафельников, М. Сафин, М. Южный  | Франция С. Грожан, П. А. Матьё, Ф. Санторо, Н. Эскюде      | 3-2  |
| 2 | 2006 | Кубок Дэвиса (2) | Россия Н. Давыденко, М. Сафин, Д. Турсунов | Аргентина Х. Акасусо, А. Кальери, Д. Налбандян, Х. И. Чела | 3-2  |

#### Поражения (4)
| № | Год  | Турнир                   | Команда                                        | Соперник в финале                                            | Счёт |
| 1 | 2000 | Командный Кубок мира     | Россия · Е. Кафельников, М. Сафин              | Словакия · Д. Хрбаты, К. Кучера, Я. Крошлак                  | 0-3  |
| 2 | 2001 | Командный Кубок мира (2) | Россия · Е. Кафельников, М. Сафин              | Австралия · У. Артурс, С. Дрейпер, П. Рафтер, Л. Хьюитт      | 1-2  |
| 3 | 2002 | Командный Кубок мира (3) | Россия · Е. Кафельников, М. Сафин, А. Черкасов | Аргентина · Х. Акасусо, Л. Арнольд Кер, Г. Каньяс, Г. Этлис, | 0-3  |
| 4 | 2009 | Кубок Хопмана            | Россия · М.Сафин, Д.Сафина                     | Словакия · Д.Хрбаты, Д.Цибулкова                             | 0-2  |

## История выступлений на турнирах
| Турнир                       | 1998           | 1999           | 2000           | 2001           | 2002           | 2003           | 2004           | 2005           | 2006           | 2007           | 2008           | 2009  | Итог   | В/П за карьеру |
| ---------------------------- | -------------- | -------------- | -------------- | -------------- | -------------- | -------------- | -------------- | -------------- | -------------- | -------------- | -------------- | ----- | ------ | -------------- |
| Турниры Большого шлема       |                |                |                |                |                |                |                |                |                |                |                |       |        |                |
| Открытый чемпионат Австралии | -              | 3Р             | 1Р             | 4Р             | Ф              | 3Р             | Ф              | П              | -              | 3Р             | 2Р             | 3Р    | 1 / 10 | 31-8           |
| Открытый чемпионат Франции   | 4Р             | 4Р             | 1/4            | 3Р             | 1/2            | -              | 4Р             | 4Р             | 1Р             | 2Р             | 2Р             | 2Р    | 0 / 11 | 26:11          |
| Уимблдонский турнир          | 1Р             | -              | 2Р             | 1/4            | 2Р             | -              | 1Р             | 3Р             | 2Р             | 3Р             | 1/2            | 1Р    | 0 / 10 | 16:10          |
| Открытый чемпионат США       | 4Р             | 2Р             | П              | 1/2            | 2Р             | -              | 1Р             | -              | 4Р             | 2Р             | 2Р             | 1Р    | 1 / 10 | 22-9           |
| Итог                         | 0 / 3          | 0 / 3          | 1 / 4          | 0 / 4          | 0 / 4          | 0 / 1          | 0 / 4          | 1 / 3          | 0 / 3          | 0 / 4          | 0 / 4          | 0 / 4 | 2 / 41 |                |
| В/П в сезоне                 | 6:3            | 6:3            | 12-3           | 14-4           | 13-4           | 2-0            | 9-4            | 12-2           | 4-3            | 6:4            | 8-4            | 3-4   |        | 95-38          |
| Итоговые турниры             |                |                |                |                |                |                |                |                |                |                |                |       |        |                |
| Итоговый турнир ATP          | -              | -              | 1/2            | -              | Группа         | -              | 1/2            | -              | -              | -              | -              | -     | 0 / 3  | 4-7            |
| Олимпийские игры             |                |                |                |                |                |                |                |                |                |                |                |       |        |                |
| Олимпиада                    | Не проводился  | Не проводился  | 1Р             | Не проводился  | Не проводился  | Не проводился  | 2Р             | Не проводился  | Не проводился  | Не проводился  | -              | НП    | 0 / 2  | 1-2            |
| Турниры серии Мастерс        |                |                |                |                |                |                |                |                |                |                |                |       |        |                |
| Индиан-Уэллс                 | -              | 3Р             | 2Р             | 1Р             | 3Р             | 3Р             | 3Р             | 3Р             | 4Р             | 2Р             | 1Р             | 3Р    | 0 / 11 | 13-11          |
| Майами                       | -              | 4Р             | 2Р             | 2Р             | 1/4            | 2Р             | 2Р             | 3Р             | 1Р             | 2Р             | 1Р             | 3Р    | 0 / 11 | 7:11           |
| Монте-Карло                  | -              | 1Р             | 1Р             | 1Р             | 1/4            | -              | 1/2            | 3Р             | 1Р             | 2Р             | 2Р             | 2Р    | 0 / 10 | 12-10          |
| Гамбург                      | -              | 2Р             | Ф              | 2Р             | Ф              | -              | 3Р             | 2Р             | 1Р             | 1Р             | 3Р             | NM    | 0 / 9  | 20-9           |
| Штутгарт/Мадрид              | -              | 2Р             | 3Р             | 2Р             | 2Р             | 1Р             | П              | -              | 1/4            | 1Р             | -              | 1Р    | 1 / 9  | 11-8           |
| Рим                          | -              | 2Р             | 2Р             | 2Р             | 2Р             | -              | 3Р             | 2Р             | 2Р             | 2Р             | 1Р             | 1Р    | 0 / 10 | 9-10           |
| Торонто/Монреаль             | -              | -              | П              | 1Р             | 1/4            | -              | 1Р             | -              | 1Р             | 2Р             | 2Р             | 1Р    | 1 / 8  | 11-7           |
| Цинциннати                   | -              | 1Р             | 3Р             | 1Р             | 1Р             | -              | 1/4            | 1/4            | 1Р             | 1Р             | 1Р             | 2Р    | 0 / 10 | 9-10           |
| Шанхай                       | Не проводился. | Не проводился. | Не проводился. | Не проводился. | Не проводился. | Не проводился. | Не проводился. | Не проводился. | Не проводился. | Не проводился. | Не проводился. | 2Р    | 0 / 1  | 1-1            |
| Париж                        | -              | Ф              | П              | 3Р             | П              | -              | П              | -              | 1/4            | -              | 1Р             | 2Р    | 3 / 8  | 24-5           |
| Статистика за карьеру        |                |                |                |                |                |                |                |                |                |                |                |       |        |                |
| Проведено финалов            | 0              | 2              | 9              | 3              | 3              | 1              | 5              | 2              | 1              | 0              | 1              | 0     |        | 27             |
| Выиграно турниров            | 0              | 1              | 7              | 2              | 1              | 0              | 3              | 1              | 0              | 0              | 0              | 0     |        | 15             |
| В/П: всего                   | 17:18          | 39-32          | 73-27          | 45-27          | 56:26          | 12-11          | 52-23          | 27:11          | 35-25          | 23-20          | 24-24          | 19-22 |        | 422-267        |
| Σ % побед                    | 49 %           | 55 %           | 73 %           | 63 %           | 68 %           | 52 %           | 69 %           | 71 %           | 58 %           | 53 %           | 50 %           | 46 %  |        | 61 %           |

## История личных встреч
Теннисисты, занимавшие когда-либо 1 позицию в рейтинге ATP, выделены жирным шрифтом
| Соперник               | Период    | Всего  | В финалах | Большой шлем |
| Андре Агасси           | 1998—2004 | 3 — 3  | 0 — 1     | 2 — 0        |
| Николас Альмагро       | 2005—2009 | 0 — 3  | 0 — 0     | 0 — 0        |
| Игорь Андреев          | 2006—2009 | 2 — 1  | 0 — 0     | 0 — 0        |
| Марио Анчич            | 2004—2008 | 1 — 0  | 0 — 0     | 1 — 0        |
| Маркос Багдатис        | 2006—2008 | 1 — 1  | 0 — 0     | 0 — 1        |
| Томаш Бердых           | 2008—2009 | 2 — 1  | 0 — 0     | 0 — 0        |
| Борис Беккер           | 1999      | 1 — 0  | 0 — 0     | 0 — 0        |
| Джеймс Блейк           | 2004—2006 | 2 — 2  | 0 — 0     | 1 — 0        |
| Йонас Бьоркман         | 2000—2004 | 4 — 4  | 0 — 0     | 0 — 0        |
| Станислас Вавринка     | 2007—2008 | 1 — 3  | 0 — 0     | 1 — 1        |
| Фернандо Вердаско      | 2007      | 1 — 0  | 0 — 0     | 0 — 0        |
| Андреас Винчигьерра    | 2000—2001 | 0 — 4  | 0 — 0     | 0 — 0        |
| Ришар Гаске            | 2002—2009 | 4 — 2  | 0 — 0     | 0 — 0        |
| Гастон Гаудио          | 1999—2006 | 4 — 2  | 0 — 0     | 0 — 0        |
| Фернандо Гонсалес      | 2002—2009 | 3 — 6  | 0 — 0     | 0 — 2        |
| Себастьян Грожан       | 1999—2007 | 7 — 2  | 0 — 0     | 2 — 0        |
| Эрнест Гулбис          | 2008—2009 | 2 — 0  | 0 — 0     | 1 — 0        |
| Николай Давыденко      | 2006—2009 | 4 — 4  | 0 — 1     | 0 — 1        |
| Хуан Мартин дель Потро | 2009      | 0 — 1  | 0 — 0     | 0 — 0        |
| Робби Джинепри         | 2003—2009 | 2 — 2  | 0 — 0     | 0 — 0        |
| Новак Джокович         | 2005—2008 | 2 — 0  | 0 — 0     | 2 — 0        |
| Горан Иванишевич       | 2001      | 1 — 1  | 0 — 0     | 0 — 1        |
| Джон Изнер             | 2008—2009 | 1 — 1  | 0 — 0     | 0 — 0        |
| Гильермо Каньяс        | 1999—2005 | 4 — 2  | 0 — 0     | 0 — 0        |
| Иво Карлович           | 2004—2007 | 1 — 2  | 0 — 0     | 0 — 0        |
| Евгений Кафельников    | 1999—2003 | 2 — 2  | 0 — 0     | 1 — 0        |
| Николас Кифер          | 1999—2007 | 3 — 4  | 0 — 0     | 2 — 0        |
| Арно Клеман            | 2001—2009 | 1 — 2  | 0 — 0     | 1 — 0        |
| Петр Корда             | 1998      | 1 — 0  | 0 — 0     | 0 — 0        |
| Алекс Корретха         | 1999—2002 | 4 — 1  | 0 — 0     | 0 — 0        |
| Гильермо Кориа         | 2004      | 1 — 1  | 0 — 0     | 0 — 0        |
| Альберт Коста          | 2000—2002 | 1 — 1  | 0 — 0     | 0 — 0        |
| Рихард Крайчек         | 1999      | 0 — 1  | 0 — 0     | 0 — 0        |
| Джим Курье             | 1998—1999 | 1 — 1  | 0 — 0     | 0 — 0        |
| Кароль Кучера          | 1998—2004 | 3 — 4  | 0 — 0     | 0 — 1        |
| Сэм Куэрри             | 2008      | 1 — 0  | 0 — 0     | 0 — 0        |
| Густаво Куэртен        | 1998—2002 | 3 — 4  | 0 — 2     | 2 — 1        |
| Николас Лапентти       | 2000—2009 | 1 — 1  | 0 — 0     | 0 — 0        |
| Фелисиано Лопес        | 2002—2008 | 2 — 4  | 0 — 0     | 1 — 1        |
| Иван Любичич           | 2000—2004 | 2 — 2  | 0 — 0     | 1 — 0        |
| Феликс Мантилья        | 1998—2004 | 2 — 2  | 0 — 0     | 1 — 0        |
| Энди Маррей            | 2005      | 1 — 0  | 0 — 0     | 0 — 0        |
| Тодд Мартин            | 2000—2004 | 2 — 0  | 0 — 0     | 2 — 0        |
| Николас Массу          | 2000—2009 | 4 — 1  | 0 — 0     | 0 — 0        |
| Юрген Мельцер          | 2004—2009 | 1 — 4  | 0 — 0     | 0 — 1        |
| Карлос Мойя            | 2000—2008 | 3 — 4  | 0 — 1     | 0 — 0        |
| Хуан Монако            | 2008—2009 | 0 — 2  | 0 — 0     | 0 — 0        |
| Гаэль Монфис           | 2006—2009 | 0 — 4  | 0 — 0     | 0 — 0        |
| Томас Мустер           | 1998      | 1 — 0  | 0 — 0     | 1 — 0        |
| Рафаэль Надаль         | 2007—2009 | 0 — 2  | 0 — 0     | 0 — 0        |
| Давид Налбандян        | 2002—2006 | 6 — 3  | 1 — 0     | 2 — 1        |
| Яркко Ниеминен         | 2002—2007 | 6 — 2  | 0 — 0     | 1 — 0        |
| Иржи Новак             | 1998—2005 | 3 — 1  | 0 — 0     | 0 — 1        |
| Магнус Норман          | 1999—2000 | 1 — 2  | 0 — 0     | 0 — 1        |
| Андрей Павел           | 2000—2002 | 4 — 0  | 0 — 0     | 1 — 0        |
| Мариано Пуэрта         | 1998—2000 | 2 — 1  | 0 — 0     | 0 — 0        |
| Седрик Пьолин          | 1998—2002 | 3 — 2  | 0 — 0     | 2 — 1        |
| Патрик Рафтер          | 2001      | 0 — 1  | 0 — 0     | 0 — 0        |
| Марсело Риос           | 2000—2002 | 3 — 1  | 0 — 0     | 0 — 0        |
| Томми Робредо          | 1999—2009 | 4 — 6  | 0 — 0     | 0 — 2        |
| Энди Роддик            | 2001—2007 | 3 — 4  | 0 — 0     | 1 — 1        |
| Марк Россе             | 1999—2001 | 3 — 1  | 0 — 0     | 0 — 0        |
| Грег Руседски          | 1999—2006 | 3 — 3  | 1 — 0     | 1 — 0        |
| Пит Сампрас            | 1998—2002 | 4 — 3  | 1 — 0     | 2 — 2        |
| Фабрис Санторо         | 1999—2005 | 2 — 7  | 0 — 0     | 0 — 1        |
| Робин Сёдерлинг        | 2006—2007 | 2 — 0  | 0 — 0     | 0 — 0        |
| Франко Скильяри        | 2001—2003 | 2 — 1  | 0 — 0     | 0 — 0        |
| Винсент Спейди         | 2004—2008 | 1 — 1  | 0 — 0     | 1 — 0        |
| Шенг Схалкен           | 1998—2002 | 2 — 1  | 0 — 0     | 0 — 0        |
| Янко Типсаревич        | 2006—2007 | 1 — 1  | 0 — 0     | 0 — 1        |
| Жо-Вильфрид Тсонга     | 2009      | 0 — 1  | 0 — 0     | 0 — 0        |
| Роджер Федерер         | 2001—2009 | 2 — 10 | 0 — 3     | 1 — 4        |
| Уэйн Феррейра          | 1999—2002 | 3 — 0  | 0 — 0     | 1 — 0        |
| Давид Феррер           | 2002—2008 | 1 — 1  | 0 — 0     | 0 — 0        |
| Хуан Карлос Ферреро    | 2000—2008 | 6 — 6  | 1 — 1     | 2 — 1        |
| Марк Филиппуссис       | 1999—2005 | 5 — 1  | 1 — 0     | 1 — 0        |
| Марди Фиш              | 2006      | 1 — 0  | 0 — 0     | 0 — 0        |
| Фабио Фоньини          | 2006—2008 | 2 — 1  | 0 — 0     | 1 — 0        |
| Томми Хаас             | 1999—2009 | 2 — 5  | 0 — 0     | 2 — 1        |
| Тим Хенмен             | 1999—2006 | 3 — 3  | 0 — 0     | 0 — 0        |
| Доминик Хрбаты         | 1998—2005 | 7 — 7  | 1 — 0     | 1 — 2        |
| Ллейтон Хьюитт         | 1999—2009 | 7 — 7  | 2 — 0     | 1 — 0        |
| Майкл Чанг             | 1999—2002 | 2 — 1  | 0 — 0     | 0 — 0        |
| Хуан Игнасио Чела      | 2002—2004 | 3 — 1  | 0 — 1     | 0 — 0        |
| Марин Чилич            | 2008      | 1 — 0  | 0 — 0     | 0 — 0        |
| Парадорн Шричапан      | 2002—2005 | 3 — 1  | 0 — 0     | 1 — 0        |
| Радек Штепанек         | 2004—2009 | 1 — 2  | 1 — 0     | 0 — 0        |
| Райнер Шуттлер         | 1999—2003 | 3 — 1  | 1 — 0     | 0 — 0        |
| Юнес эль-Айнауи        | 1999      | 0 — 1  | 0 — 0     | 0 — 0        |
| Томас Энквист          | 1999—2004 | 2 — 1  | 0 — 0     | 0 — 1        |
| Михаил Южный           | 2002—2006 | 3 — 0  | 1 — 0     | 1 — 0        |
| Томас Юханссон         | 2001—2008 | 3 — 3  | 0 — 1     | 1 — 1        |

## После завершения профессиональной карьеры
Почти сразу же после окончания профессиональной карьеры Сафин начал участвовать в выставочных и ветеранских матчах.
Сразу после окончания карьеры Сафин планировал баллотироваться на пост вице-президента Олимпийского комитета России 17 декабря 2009 года, однако в итоге он не был избран на эту должность.
19 ноября 2010 года Сафин приказом президента Федерации тенниса России Шамиля Тарпищева был назначен исполняющим обязанности вице-президента ФТР на общественных началах. В его обязанности вошла работа по проведению международных теннисных турниров на территории России, а также представительство ФТР в международных турах АТР и WTA.
В июле 2011 года Сафин пытался баллотироваться в депутаты Государственной Думы по списку «Единой России». В праймериз «Единой России» Сафин вошёл в число победителей от Нижегородской области.
В 2016 году Сафин первым среди всех российских теннисистов был включён в Международный зал теннисной славы.
В мае 2017 года Сафин решил сдать мандат депутата Государственной Думы VII созыва. Депутатские полномочия были прекращены досрочно 7 июня 2017 года. Мандат перешёл Николаю Владимировичу Малову.
Является общественным советником председателя Государственной Думы VII созыва Вячеслава Володина по вопросам спорта.
8 сентября 2019 года Сафин комментировал на Первом канале финальный матч US Open Рафаэля Надаля и Даниила Медведева, который вызвал много положительных эмоций, и послужил поводом для многих СМИ и блогеров взять интервью у Сафина.